# Major Dundee (countryband)
Major Dundee, tot 1994 The Major Dundee Band genaamd, is sinds 1979 een Nederlandse countryrock-band. De band werd opgericht in Oosterhout in de Gelderse Overbetuwe en werkte samen met artiesten als de tex-mex-accordeonist Flaco Jiménez en met Toni Willé die voorheen voor Pussycat zong.

## Geschiedenis

### Oprichting
The Major Dundee Band werd in 1977 opgericht in Oosterhout bij Nijmegen. De band staat onder leiding van Dick van Altena en trad op 17 december van dat jaar voor het eerst op. De bezetting was op dat moment als volgt:
- Dick van Altena, zang en (bas)gitaar
- Ton Verkooyen,  zang, gitaar en drums
- Ferry Tang,  zang en basgitaar
- Karel Mombarg, zang, gitaar en drums
- Jan Gerrits, zang, gitaar, harmonica en feetboard

Aan het begin van 1978 vond de eerste wisseling plaats en trad Peter van Vlaanderen aan op de basgitaar als vervanger van Ferry Tang.

### Snelle start
In 1978 verscheen de eerste single, The longer the distance, met een plaats op nummer 29 van de Nationale Hitparade en nummer 35 van de Nederlandse Top 40. Het nummer was geschreven door Fred Limpens en werd uitgebracht bij het Killroy-label van Johnny Hoes. Nog hetzelfde jaar werd de elpee I bought me a fiddle today uitgebracht.
Dankzij de single beleefde de band een snelle start. Ondanks dat het de enige plaat is geweest die de hitparades heeft bereikt, werd de band meteen een gevestigde naam onder de countryliefhebbers en werd het al meteen gerekend tot een van de beste countryrock-groepen van Nederland.
In de jaren tachtig verlieten Karel Mombarg, Peter van Vlaanderen en Ton Verkooyen de band en traden de bassist Roy Schenkhuysen en gitarist Cor de Vos toe. Hierna had Van Altena het druk met solo-albums en een verzamelalbum met meerdere artiesten, waardoor de activiteit van de band een tijd op een laag pitje kwam te staan.

### Heropleving vanaf 1988
In 1988 hadden de wisselende drummers de band verlaten en trad de drummer Rob Verhaaf toe. De band kwam weer tot leven en bestond op dat moment verder uit Van Altena, Jan Gerrits en Cor de Vos.
Via het label Marlstone kwam in 1990 het derde album uit met de titel, Continental cowboy. Toni Willé, de voormalige zangeres van Pussycat, zong mee als gastzangeres en samen werd de single It turned out to be you uitgebracht. Deze werd later nog gecoverd door de countryzanger Ben Steneker en zijn dochter Camen. Daarnaast bracht Van Altena het nog eens uit met Carmen Steneker. De band bleef in al deze jaren een albumband en bleef tegenvallende singleverkopen houden. In 1991 werd de verzamelaar The best of The Major Dundee Band uitgebracht.
In 1994 werd de naam verkort tot Major Dundee. Ook verscheen er een nieuw album via het label Marlstone. Op het album met de titel Making history speelde de Amerikaanse tex-mex-accordeonist Flaco Jiménez mee. Jiménez was in dat jaar in Nederland en speelde ook mee op platen van anderen, zoals The moon is mine van Rowwen Hèze, My heart and soul van Piet Veerman en Shine on van de rest van The Cats met Jan Akkerman.

### Actieve jaren 2005-2006
In de jaren erop verschenen enkele albums, waaronder Home skies waaraan de gastmusici Ben Jansen, André Houtappels, Joost van Es en Paul van Vlodrop meewerkten. Op dit album en het album Silver - live! (2002) speelde ook de Coriovallum Pipe Band mee met doedelzakmuziek. Daarnaast was Van Altena veel bezig met het schrijven van songteksten voor anderen.
In 2005 verscheen de single Somewhere someone die de band maakte met de drie zussen van Pussycat. In 2006 vertrok Rob Verhaaf na achttien jaar als drummer van de band en maakte hij plaats voor Willem Cremers. In hetzelfde jaar verscheen het album Young gods, met duetten met Pussycat, Toni Willé. Henk Wijngaard en Ruud Hermans (ex-The Tumbleweeds).

## Discografie

### Albums
- 1979: The longer the distance
- 1987: Powderfinger
- 1990: Continental cowboy, met een duet met Toni Willé
- 1991: The best of...
- 1994: Making history, met Flaco Jiménez
- 1995: A night on the town
- 1996: Indian summer
- 1997: Twist the dial, verzamelalbum
- 1998: Rainy river
- 2000: Lean on the wind
- 2000: The Marlstone sessions 1980-1990
- 2001: Home skies
- 2001: Holands Goud (2001 uitgave)
- 2002: Silver - live!, met Ruud Hermans (ex-The Tumbleweeds)
- 2003: Hollands Goud (2003 uitgave)
- 2005: Young gods, met duetten met Pussycat, Toni Willé. Henk Wijngaard en Ruud Hermans
- 2006: Het beste van Major Dundee

### Singles
- 1978: The longer the distance
- 1979: I bought me a fiddle today
- 1979: Red river rosie
- 1980: You get too big for your boots
- 1982: Lady moonlight
- 1984: She loves me easy
- 1985: Singing the blues
- 1987: I love my rancho grande
- 1990: It turned out to be you, met Toni Willé
- 1992: Adieu chérie
- 1994: Goin' loco, met Flaco Jiménez
- 1995: A night on the town
- 1995: Raised on love
- 1996: Heartless
- 1996: La Linda
- 1997: Twist the dial
- 1998: Hey Suzie, met Allez Mama
- 1999: De nada
- 1999: Sexy country
- 2000: Adios amiga
- 2000: Lean on the wind
- 2001: Leaving home
- 2001: The song
- 2005: Somewhere someone, met Pussycat